# Ernesto Araújo

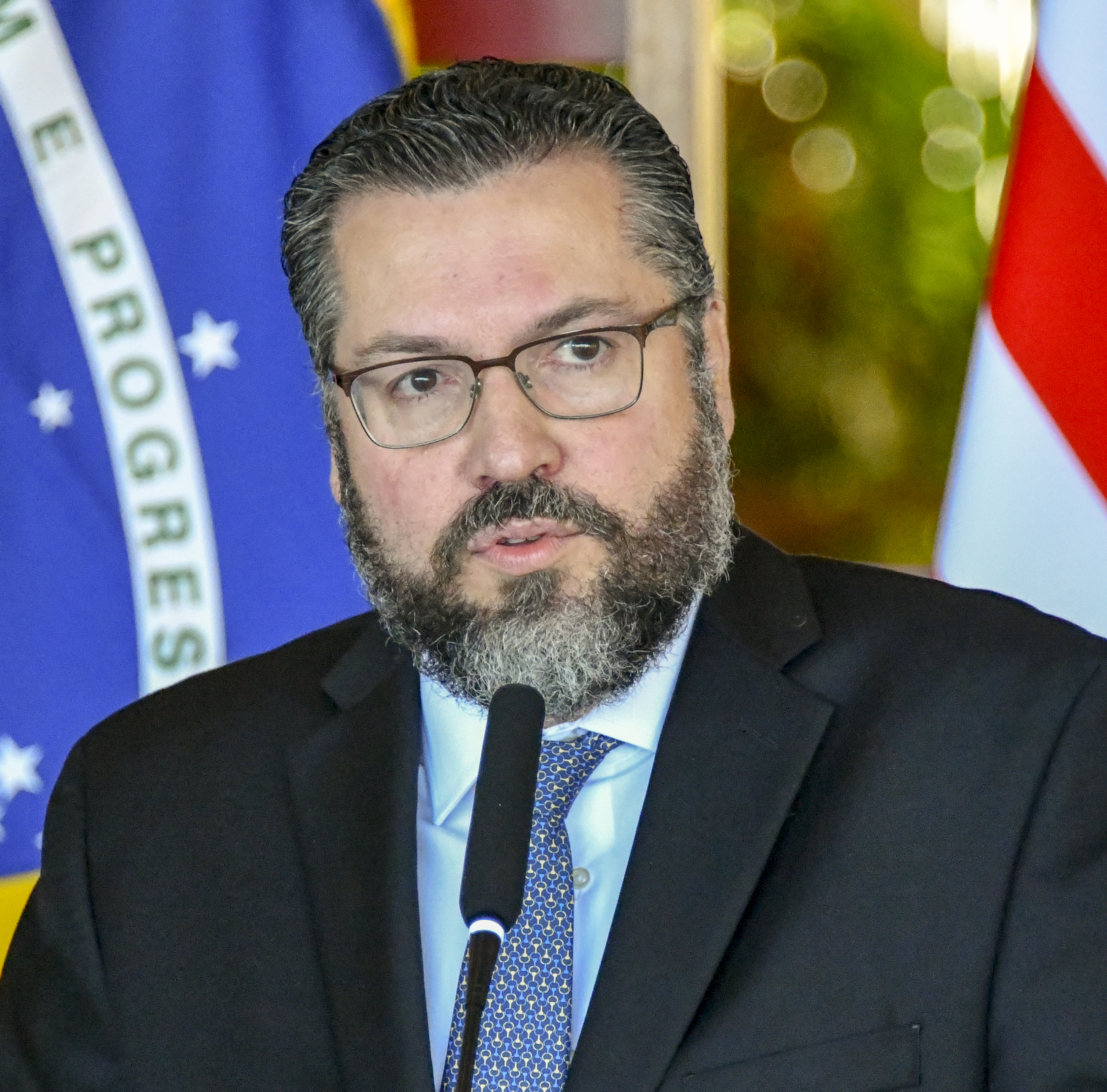
Araújo (2019)

Ernesto Henrique Fraga Araújo (* 15. Mai 1967 in Porto Alegre, Rio Grande do Sul) ist ein brasilianischer Diplomat, Politiker und war vom 1. Januar 2019 bis zum 29. März 2021 Außenminister Brasiliens.

## Ausbildung und Karriere
Araújo wurde 1967 in Porto Alegre geboren. Er absolvierte sein Studium an der Universidade de Brasília, wo er Linguistik und Literatur studierte, und erhielt am Rio-Branco-Institute eine Ausbildung als Diplomat. Danach begann er für das Außenministerium Brasiliens zu arbeiten.
Von 1991 bis 1995 war er in der Abteilung des Außenministeriums für Mercosur-Angelegenheiten tätig und von 2007 bis Juli 2010 war er stellvertretender Chef der brasilianischen Botschaft in Ottawa (Kanada). Im Juni 2018 wurde er zum Erste-Klasse-Minister im brasilianischen Auswärtigen Dienst befördert, einem Rang für Berufsdiplomaten, der es ihnen ermöglicht, als Botschafter zu arbeiten. Nach dem Brauch des brasilianischen Auswärtigen Dienstes werden die Minister der ersten Klasse als „Botschafter“ bezeichnet, selbst wenn sie noch nicht die Leitung einer Botschaft übernommen haben, wie dies bei Araújo der Fall war.
Nach der Wahl von Jair Bolsonaro zum brasilianischen Präsidenten im Oktober 2018 wurde der neu beförderte Botschafter Araújo vom Präsidenten 2019 zum Außenminister der neuen Regierung befördert. Diese Wahl galt als überraschend, da Araújo bis dahin noch weitestgehend unbekannt war und nicht als einflussreiche Person im brasilianischen Außenministerium galt. Bolsonaro soll ihn auf Empfehlung des konservativen Kolumnisten Olavo de Carvalho zum Außenminister gemacht haben.
Araújo übernahm am 1. Januar 2019 sein Amt als Außenminister. Im April 2019 traf er den deutschen Außenminister Heiko Maas zu bilateralen Gesprächen in Brasilia. Er trat am 29. März 2021 nach Kritik an seinem Handeln zurück. Zum Nachfolger wurde Carlos Alberto Franco França ernannt.

## Ansichten
Araújo vertritt eine Reihe stark konservativer und kontroverser Ansichten. Er lobte US-Präsident Donald Trump für seine nationalistische Rhetorik und behauptet, dass er westliche Werte wiederherstellt, die vom Nihilismus in Frage gestellt wurden, der seiner Meinung nach der neue Feind des Westens ist und den Kommunismus ersetzt hat. Er lobte den russischen Neofaschisten Alexander Dugin, dessen Bücher laut Araújo "studiert werden sollten". Er vertrat Verschwörungstheorien, denen zufolge der menschengemachte Klimawandel eine kommunistische Verschwörung sei, um westliche Länder zu untergraben und um Chinas Wachstum zu unterstützen. Gleichzeitig beklagte er die "Kriminalisierung" von rotem Fleisch, Erdöl und heterosexuellem Sex. In seinem Blog schrieb er, dass Globalismus auf kulturellem Marxismus beruhe und „im Wesentlichen gegen Menschen und gegen Christen gerichtet ist“. Er bezeichnete den Nationalsozialismus als linke Bewegung.
In der Regierungszeit von Luiz Inácio Lula da Silva vertrat er noch weitgehend die außenpolitischen Positionen der linken Regierung. So verteidigte er die Mitgliedschaft von Venezuela unter Hugo Chavez im Mercosur. Deshalb sehen einige seine jüngsten Aussagen als Versuch, Bolsonaro zu gefallen, der vergleichbare Positionen vertritt.

## Persönliches
Sein Vater, Henrique Fonseca de Araújo, arbeitete als Generalstaatsanwalt der brasilianischen Militärdiktatur. Während seiner Amtszeit verhinderte Henrique Fonseca de Araújo die Auslieferung von Gustav Wagner, einem Nazi-Offizier und stellvertretenden Kommandeur des Vernichtungslagers Sobibór, an Deutschland. Sein Sohn verteidigte dies und erklärte, dass sein Vater lediglich nach den damaligen Gesetzen gehandelt habe.
Er ist verheiratet und hat eine Tochter. Araújo ist praktizierender Katholik. Als Autor verfasste er bisher einen Gedichtband, drei Romane sowie wirtschaftspolitische Beiträge.